# Franc Koren
Franc Koren, slovenski pevec, * 1. oktober 1913, Jesenice, † 27. februar 1982, Bled.

## Življenje
Rodil se je 1. oktobra 1913 na Jesenicah v železarski družini. Solističnega petja se je sprva učil na Jesenicah pri neki profesorici, 
ampak je šolanje opustil po poldrugem letu. Šele po 2. svetovni vojni je prišel k njemu nek aktivist in ga poslal v Ljubljano k profesorju Juliju Bettetu. Pri njem se je učil 3 leta.
Vmes je bil zaposlen v Ljubljanski policiji, zraven pa je občasno pel v zboru Slovenske filharmonije.
Leta 1947 se je zaposlil na Radiu Ljubljana kot vratar. Ves ta čas je pisal tudi note za Bojana Adamiča. Prvič je nastopil na Radiu Ljubljana v živo v duetu z Danico Filiplič leta 1949, od leta 1950 pa redno. Kmalu ju je začel spremljati Avgust Stanko na harmoniki, a le do leta 1953, ko je Stanko zbolel.
Po tem mu je Vilko Ovsenik ponudil, če bi zapel nekaj narodnih pesmi ob spremljavi Slavka Avsenika na harmoniki. Od takrat naprej sta Franc in Slavko Avsenik začela redno nastopati, v živo vsak teden. Ko sta brata Avsenik ustanovila Gorenjski kvartet, ni nastopal z njima, saj so muzikanti na začetku igrali le instrumentalne skladbe. Šele leta 1954 je Vilko povabil Danico Filiplič in Franca k stalnemu sodelovanju.
V duetu sta Franc in Danica Filiplič nekaj mesecev nastopala še z Zadovoljnimi Kranjci. Po 20 letih sodelovanja pa je Koren naposled zapustil Ansambel bratov Avsenik na njihovem 5000. koncertu leta 1974. Nekaj časa je potem pel še z ansamblom Gorenjci iz Radovljice in s Savinjskih sedem, naposled pa je prenehal peti.
Umrl je 27. februarja 1982 za rakom na želodcu, pokopan je na Blejskem pokopališču. Njegova dva sinova sta ga uspešno nasledila v pevski karieri, saj je sin Damir redno zaposlen v zboru slovenske filharmonije, sin Braco poje z v Hišnem ansamblu Avsenik.